# La Familia B Sides
La Familia B Sides é a reedição do terceiro álbum de estúdio do colombiano J Balvin, La Familia (2013). Foi lançado em 16 de setembro de 2014, pela Capitol Latin. Lançado onze meses após o original, o B Sides apresenta três músicas recém-gravadas e três remixes.

## Alinhamento das faixas
Todas as faixas escritas e compostas por Jose Alvaro Osorio "J" Balvin, exceto onde indicado.. 
| La Familia B Sides — Edição Padrão |                                               |                                                     |         |  |
| N.º                                | Título                                        | Compositor(es)                                      | Duração |  |
| 1.                                 | "Ay Vamos"                                    | Balvin René Cano Alejandro Patiño Alejandro Ramírez | 3:46    |  |
| 2.                                 | "Sola"                                        |                                                     | 3:48    |  |
| 3.                                 | "La Venganza"                                 |                                                     | 3:26    |  |
| 4.                                 | "Déjate Llevar"                               |                                                     | 3:11    |  |
| 5.                                 | "Mil Fantasías"                               | Balvin Arbise González                              | 3:41    |  |
| 6.                                 | "6 AM" (com participação de Farruko)          |                                                     | 4:03    |  |
| 7.                                 | "Lose Control" (com participação de Vein)     | Balvin Gavriel Aminov Keith Ross                    | 4:54    |  |
| 8.                                 | "Eras Así"                                    |                                                     | 3:48    |  |
| 9.                                 | "What a Creation"                             |                                                     | 2:29    |  |
| 10.                                | "Desnúdate"                                   |                                                     | 3:45    |  |
| 11.                                | "Imaginándote"                                |                                                     | 3:36    |  |
| 12.                                | "Bajo La Luna"                                |                                                     | 4:17    |  |
| 13.                                | "Live In Stereo" (com participação de Motiff) |                                                     | 3:30    |  |
| 14.                                | "Porque Tu"                                   |                                                     | 2:56    |  |
| 15.                                | "Tranquila"                                   |                                                     | 3:21    |  |
| 16.                                | "Yo Te Lo Dije"                               |                                                     | 3:40    |  |
| 17.                                | "Mami"                                        |                                                     | 3:07    |  |
| 18.                                | "Tú Tienes Algo"                              |                                                     | 3:09    |  |
| Duração total:                     | Duração total:                                | Duração total:                                      | 73:23   |  |